# Merlin Network
Merlin Network B.V. ist eine Digitale Rechte Agentur für Independent-Labels. Sie wurde 2007 gegründet mit Charles Caldas als Chief Executive Officer (CEO). Die Agentur hat eine Mitgliederzahl  von mehr als 20.000 unabhängigen Plattenlabeln und Distributoren aus derzeit 63 Staaten. Sie verteilte 2018 etwa 500 Millionen Dollar Lizenz-Einnahmen an ihre Mitglieder.

## Geschichte
Merlin Network wurde im Februar 2007 auf der weltgrößten Musikindustrie-Messe, dem Marché International du Disque et de l’Edition Musicale in Cannes gegründet. Im Mai 2008 nahm die Agentur den operativen Geschäftsbetrieb auf. Geschäftsführender CEO war seit der Gründung bis zum für Ende 2019 angekündigten Rücktritt der australische Musikmanager Charles Caldas, der zuvor viele Jahre das größte Independent-Label Australiens, Shock Records, als deren CEO geführt hatte. Die Organisation hatte gleich zu Anfang bereits ein Distributionsabkommen mit dem kalifornischen Streamingdienst Snocap erreicht, durch den damals die Musik ihrer Künstler/Bands verfügbar wurde zum Download auf MySpace.
Die Agentur hat Vertragsvereinbarungen gegen Urheberrechtsverletzungen ausgehandelt mit Vertriebsgesellschaften wie Grooveshark, Limewire und XM Satellite Radio. Ihre Inhalte, die Musiktracks der Independent-Label, soweit sie bei Merlin Mitgliederstatus haben, werden verbreitet durch Deezer, Pandora Music, SoundCloud, Spotify, Vevo, YouTube Premium und weitere Streaming-Dienste.
Im Februar 2013 unterzeichneten Merlin und IMPALA ein Abkommen mit der Warner Music Group, nachdem diese Parlophone erworben hatten, 30 Prozent des Labelwerts auf die Mitglieder von Merlin and IMPALA zu übertragen. Der Beteiligungsverkauf endete am 30. September 2017. Spotify schloss 2017 einen neuen mehrjährigen Vertrag mit Merlin. Die gesamten 125 Millionen Einnahmen aus Spotify-Anteilen wurden an die Mitglieder anteilig verteilt.
Im März 2018 schloss Merlin Network mit drei großen chinesischen Musikstreaming-Diensten – NetEase, Xiami Music und Tencent – Verträge für digitale Musik-Verfügbarmachung in China. Billboard meldete im November 2018, dass die Audiostreaming-Plattform Mixcloud einen mehrjährigen Vertrag über Direktlizenzierung geschlossen haben.
Die Marktmacht des in Merlin assoziierten Independent-Label-Sektors ist über die Jahre so gewachsen, dass sie neben Universal Music Group, Sony Music Entertainment und Warner Music Group Verhandlungsmacht fast wie eine vierte Major Corporation errungen haben.
Laut ihrem 2019 Membership Report & Survey sind im Jahresberichtszeitraum (April 2018 – März 2019) eine 63-prozentige Steigerung der Ausschüttungen für die Mitglieds-Plattenlabel auf 845 Millionen Dollar eingetreten. Mehr als 54 % Prozent der Merlin-Mitglieder berichteten, dass ihre digitalen Einnahmen gegenwärtig mehr als 75 Prozent ihrer Gesamteinnahmen ausmachen.
Merlin repräsentiert (Stand Juli 2019) 850 Mitgliedsunternehmen aus weltweit 63 Staaten, die kollektiv 12 Prozent des weltweiten digitalen Musikmarkts ausmachen. Merlin Network gab an, dass seit ihrem Start insgesamt etwa zwei Milliarden Dollar an ihre Mitglieder geflossen seien.

## Strukturen
Es gibt einen Repräsentanten, den Merlin Chairman, derzeit der US-Amerikaner Dave Hansen sowie einen Generalgeschäftsführer, derzeit CEO Charles Caldas, ein Australier. Der Aufsichtsrat besteht aus fünfzehn Personen, die proportional zur Verteilung der Mitgliedsunternehmen jeweils weltregionsbezogen von den Mitgliedern alle zwei Jahre hineingewählt werden.
Der Hauptverwaltungssitz des Merlin Network ist in Amsterdam. Daneben aber gibt es, seit in der zweiten Hälfte der 2010er Jahre die Einnahmen kräftig zugelegt hatten, eigene professionelle Stabsstellen in Japan, in New York City in den Vereinigten Staaten sowie in London im Vereinigten Königreich. Deren ausgewiesene Teams können 1–2 Dutzend Stabs-Mitarbeiter umfassen.
Um Mitgliedschaft zu erlangen, muss ein Independent-Label keine Eintritts-Gebühr (fee) zahlen. Merlin arbeitet auf einer Non-Profit-Organisations-Basis und finanziert die geschaffenen Strukturen durch das Erheben einer minimalen Verwaltungsgebühr auf den Lizenz-Einnahmen der Mitglieder. Indie-Labels, die Mitglied in teilnehmenden Zusammenschlüssen auf Länderbasis sind, bekommen noch etwas günstigere Konditionen eingeräumt.